# ʻUiha
ʻUiha est une île appartenant au royaume des Tonga. Elle dépend du groupe insulaire de Ha'apai et du district de Lifuka. 
L'île fut longtemps le lieu de sépulture des membres de la famille royale. Elle conserve un site sacré traditionnel (Makahokovalu) situé dans sa partie septentrionale et une église comptant parmi les plus anciennes du pays.